# Syneilesis intermedia
Syneilesis intermedia là một loài thực vật có hoa trong họ Cúc. Loài này được (Hayata) Kitam. miêu tả khoa học đầu tiên năm 1937.